# Pentagone (Bruxelles)
Pour les articles homonymes, voir Bruxelles (homonymie) et Pentagone (homonymie).
Le Pentagone (en néerlandais : Vijfhoek), le Cœur de Bruxelles, Bruxelles intra-muros ou le Centre de Bruxelles est le centre de la capitale belge Bruxelles, dont les contours forment le R20, c'est-à-dire la petite ceinture de Bruxelles. La petite ceinture est située sur le site de la seconde enceinte de Bruxelles, construite au XVIe siècle. Comme dans beaucoup de villes européennes, ces remparts ont été remplacés par de grands boulevards à la fin du XIXe siècle. Le vieux centre-ville, entouré d'anciens remparts et aujourd'hui entouré de la petite ceinture, est plus ou moins pentagonal ou en forme de cœur. Cela correspond à la commune de Bruxelles du XIXe siècle avant tous les rachats et fusions.
En 2013, 51 566 personnes vivaient dans le Pentagone, principalement dans les Marolles et à l'ouest des avenues centrales. Pour l'ensemble de la commune de Bruxelles, la population est de 168 576 ; après tout, la majorité de la population vit dans la partie nord de la commune (Laeken, Neder-Over-Heembeek, etc.).

## Quartiers
Les quartiers du Pentagone sont : 
- Quartier du centre
  - Ilot Sacré
  - Quartier de la cathédrale
  - Quartier Saint-Jacques
- Quartier Marais-Jacqmain
- Quartier des Libertés (quartier Notre-Dame-aux-Neiges)
- Quartier royal
  - Coudenberg
  - Mont des Arts
- Sablon
- Marolles
- Quartier Midi-Lemonnier
  - Quartier Stalingrad
  - Quartier Anneessens
- Quartier de la Senne
  - Quartier Dansaert
- Quartier des quais